# Rakvere
Rakvere (niem. Wesenborg lub Wesenberg)  – miasto w Estonii; 16,4 tys. mieszkańców (2009).
W Rakvere urodził się w 1907 Stanisław Herbst – polski historyk, profesor Uniwersytetu Warszawskiego oraz Wojskowej Akademii Politycznej, prezes Polskiego Towarzystwa Historycznego.
Miejscowy zamek w l. 1602-1605 opanowany był przez polską załogę. Pod miejscowością miała miejsce bitwa pod Rakvere, w której hetman Jan Karol Chodkiewicz odniósł zwycięstwo nad Szwedami.
W mieście znajduje się zabytkowa cerkiew z XIX w..
W mieście rozwinął się przemysł spożywczy, lekki oraz drzewny, jest stacja kolejowa Rakvere.

## Miasta partnerskie
- Nurmo, Finlandia
- Lappeenranta, Finlandia
- Lapua, Finlandia
- Senaki, Gruzja
- Lütjenburg, Niemcy
- Sigtuna, Szwecja
- Poniewież, Litwa

## Galeria

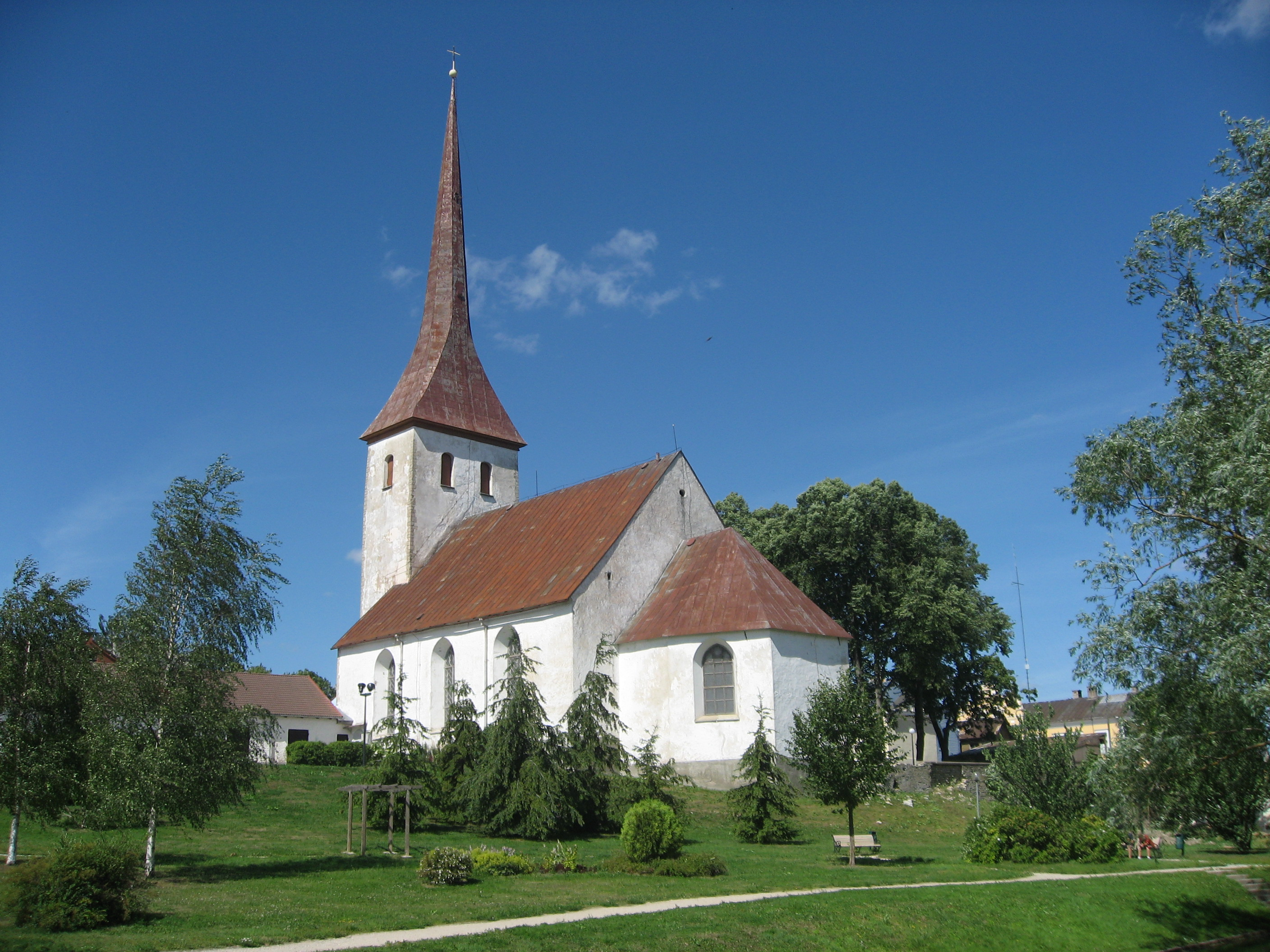
Rakvere, kościół św. Trójcy
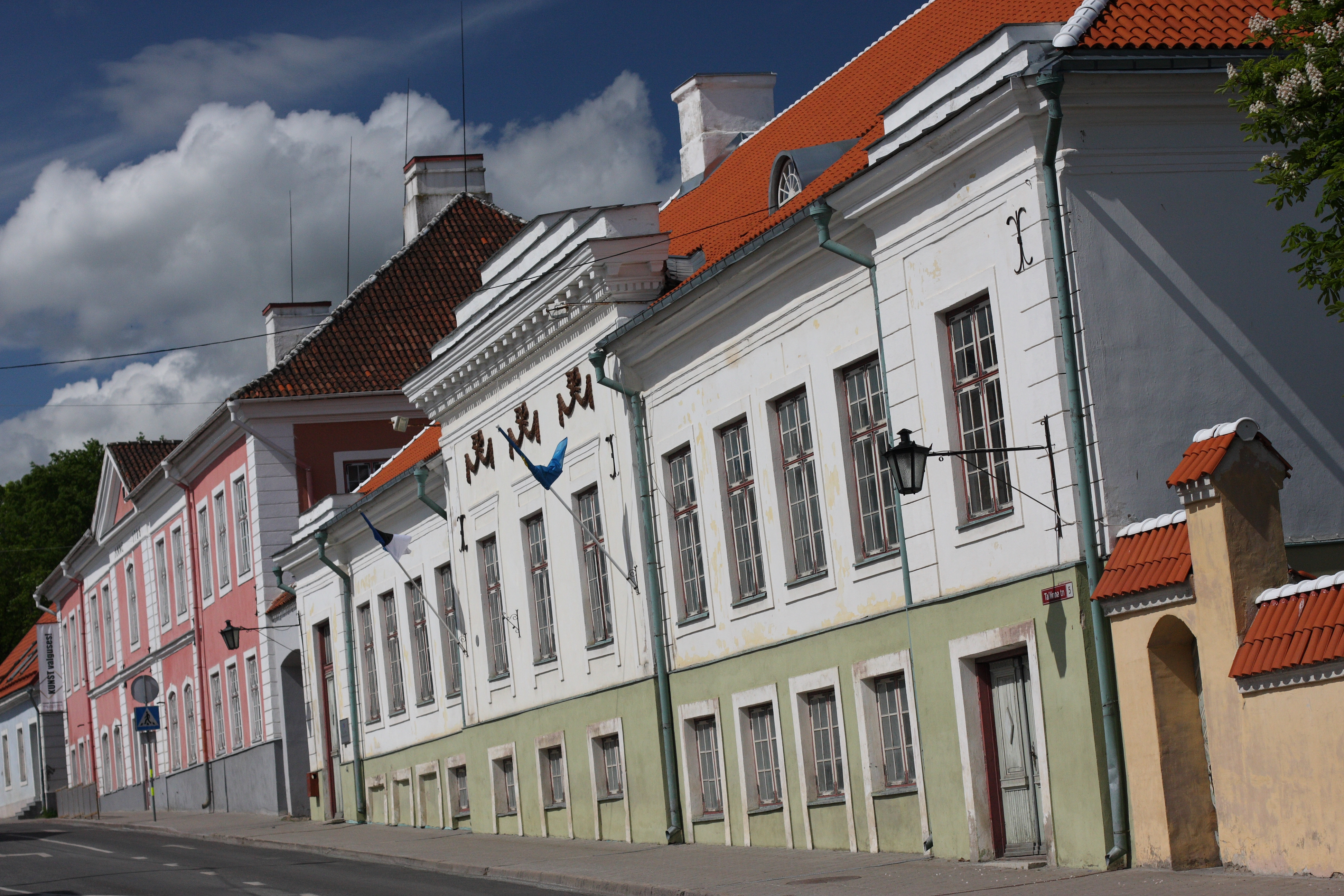
Rakvere, fragment miasta
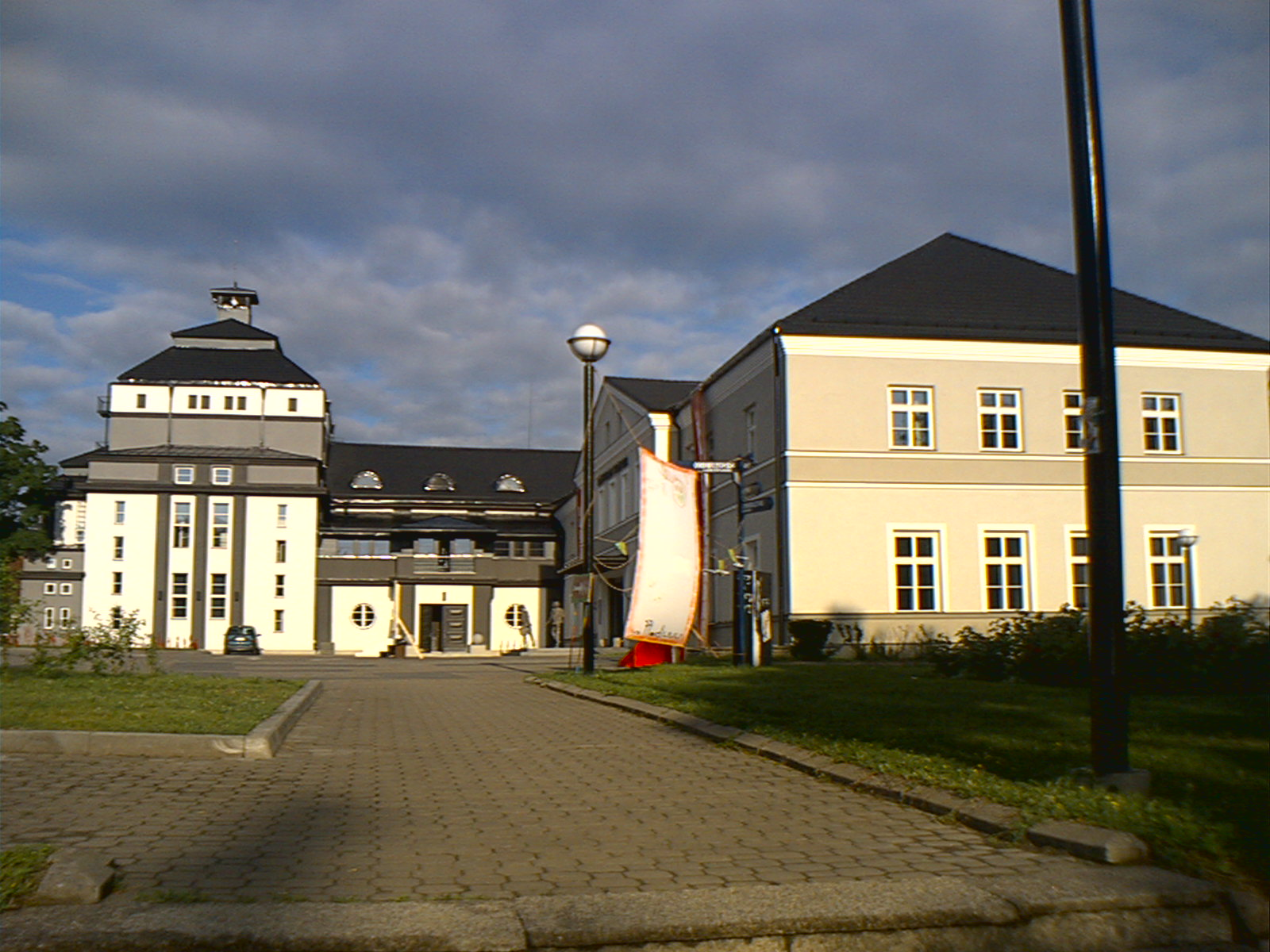
Teatr
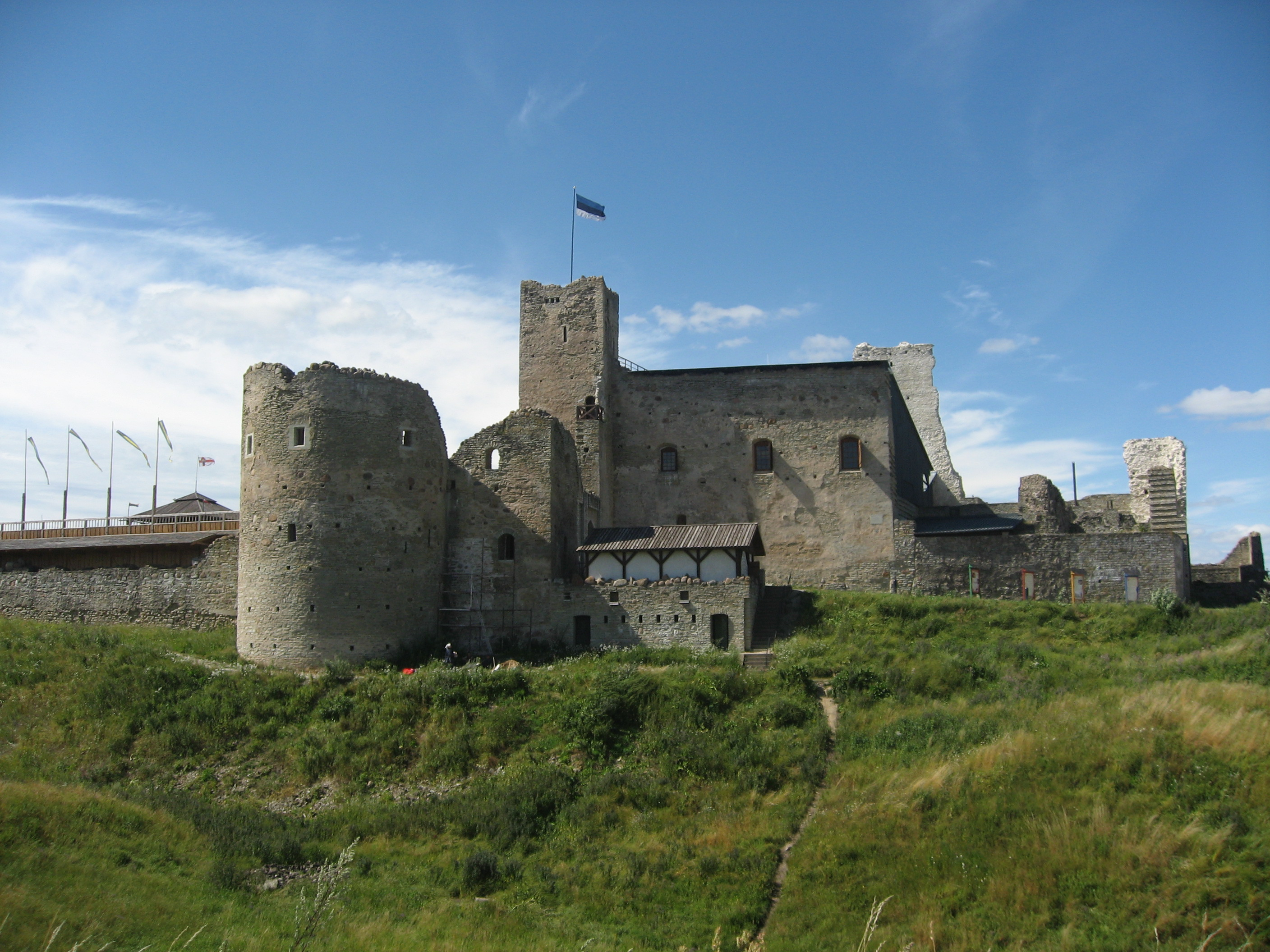
Ruiny zamku